# 索尔河
索尔河（法語：Sor，法語發音：[sɔʁ]）是法国奥克西塔尼大区奥德省、塔恩省与上加龙省的河流，是阿古河的左支流，长60.8千米。